# Kattaya Kaval, Hassan
Kattaya Kaval là một làng thuộc tehsil Hassan, huyện Hassan, bang Karnataka, Ấn Độ.